# Josefina Sruoga
María Josefina Sruoga (ur. 23 sierpnia 1990) – argentyńska hokeistka na trawie. Srebrna medalistka olimpijska z Londynu.
W reprezentacji Argentyny debiutowała w 2009. Z kadrą brała udział m.in. w kilku turniejach Champions Trophy (zwycięstwa w 2009, 2010, 2012 i 2014). Jej siostra Daniela także jest hokeistką, medalistką olimpijską.